# Jitterbuggen kalder
|  | Denne artikel er oprettet af botten Steenthbot ud fra en ekstern database. Den kan derfor have sproglige fejl eller mangler. Denne skabelon kan fjernes efter kontrol af indholdet. |

Jitterbuggen kalder er en dansk dokumentarfilm fra 1988 instrueret af Tana Ross, Jesper Sørensen og Vibeke Winding efter deres manuskript.

## Handling
Dansen gjorde os høje, siger en af de sorte medvirkende i filmen, der ridser historien bag dansen op og viser, at den stadig er i live. De ældre medvirkende fortæller slagfærdigt - og flere af dem kan stadig kaste partneren som dengang i 30'erne, hvor Savoy i New Yorks Harlem var stedet.